# Indra Siera
Indra Siera (28 juli 1972) is een Vlaams film- en televisieregisseur.

## Levensloop
Siera studeerde radio- en televisieregie aan het Rits, muziekstudies aan het Koninklijk Vlaams Conservatorium Antwerpen en Screen and Cast Direction aan de International Film School in Londen.
Hij is de regisseur van de Studio 100-films K3 en het magische medaillon en K3 en het ijsprinsesje. Ook de televisieseries Fans en Oud België en het televisieprogramma Debby & Nancy's happy hour, alle met Stany Crets en Peter Van den Begin, werden door hem geregisseerd. Siera regisseerde daarnaast de sitcom Kiekens en was een van de drie regisseurs van de serie Professor T..

## Extra informatie
- (en)   Indra Siera in de Internet Movie Database